# Thảm sát Phong Nhất và Phong Nhị
Thảm sát Phong Nhất và Phong Nhị là một tội ác chiến tranh của Quân đội Hàn Quốc gây ra trong thời gian Chiến tranh Việt Nam. Vào ngày 12 tháng 2 năm 1968 tại khu vực làng Phong Nhất và Phong Nhị, nay thuộc phường Điện An, thị xã Điện Bàn, tỉnh Quảng Nam, các đơn vị quân đội Hàn Quốc đã thảm sát hàng loạt dân thường không có vũ khí, trong đó phần lớn là phụ nữ và trẻ em.

## Hình ảnh

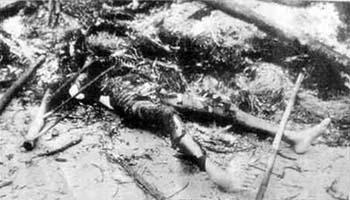
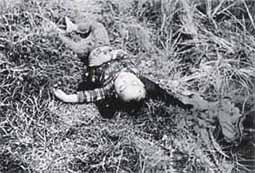
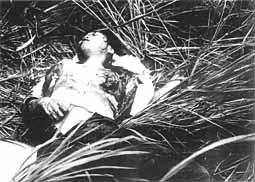
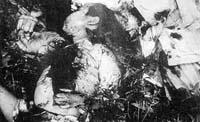
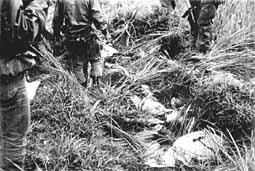
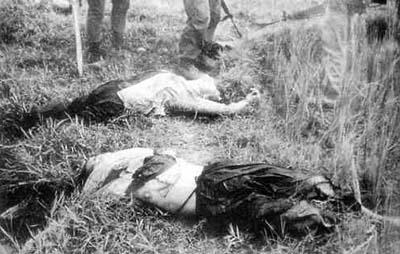
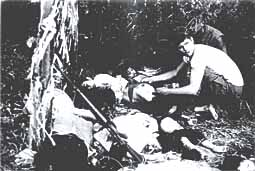
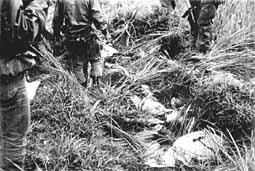
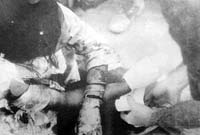
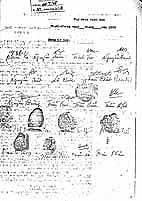
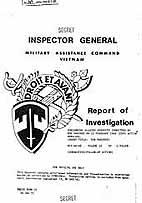
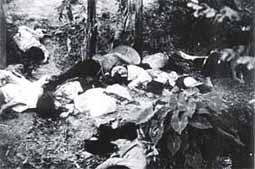

## Nhìn nhận
Ngày 9 tháng 9 năm 2016, tại Art Link gallery (quận Jongno, Seoul, Hàn Quốc), nhà báo Koh Kyeong Tae khai mạc triển lãm ảnh có tên gọi Chuyện một làng quê Phong Nhất - Phong Nhị về nạn nhân thường dân bị quân đội Hàn Quốc thảm sát trong chiến tranh Việt Nam.
Vào ngày 12 tháng 2 năm 1968 tại làng Phong Nhất - Phong Nhị (huyện Điện Bàn, Quảng Nam), sau khi binh lính Hàn Quốc kết thúc một trận càn, hạ sĩ J. Vaughn thuộc đơn vị thủy bộ số 3 của thủy quân lục chiến Hoa Kỳ cùng những đồng đội khác tiến vào tiếp quản khu vực. Tại đây, hạ sĩ J. Vaughn và đồng đội phát hiện nhiều thường dân bị sát hại (thống kê là 74 dân thường thiệt mạng và 17 dân thường bị thương), trong đó có nhiều phụ nữ và trẻ em. Hạ sĩ J. Vaughn dùng chiếc máy ảnh chụp lại những thi thể, ghi lại những dòng ghi chú sơ sài dưới những bức ảnh rồi gửi cho cấp trên. Những báo cáo của lính Mỹ về thảm sát thường dân của quân đội Hàn Quốc được quân đội Mỹ đóng dấu tuyệt mật và được lưu trữ trong khu lưu trữ văn thư quốc gia Hoa Kỳ. Năm 2000, theo luật giải mật của Hoa Kỳ, những tài liệu mật trên được cho phép công bố. Nhà báo Koh Kyeong Tae có cơ hội tiếp cận 20 bức ảnh của hạ sĩ J. Vaughn cùng hơn 500 trang tư liệu của quân đội Mỹ báo cáo về những hành vi của lính thủy quân lục chiến Hàn Quốc tại tỉnh Quảng Nam, Việt Nam.